# 加州居民平等权益联盟
加州居民平等权益联盟 英語：, 是一个在加州注册的501C（4）非盈利机构。成立的主要目标是捍卫加州宪法209法案， 以及这一法案确保的每个人的平等权益。部分政客希望通过新的立法重新引入种族和性别歧视。 加州居民平等权益联盟希望通过向公众宣传这一法案，让公众了解真相，捍卫每个人的平等权益。

## 主张
联盟主张捍卫现有加利福尼亚州209法案. 209法案禁止加州基于种族，性别、肤色、民族或原籍而在公共就业，公共教育或公共承包方面歧视或给予任何个人或团体以优惠待遇。 加利福尼亚州16号提案（Proposition 16, 简称 Prop 16, 或"16号提案", 前身ACA 5）主指废除209法案, 会于2020年11月出现在选票上让选民公投. 加州居民平等权益联盟主张反对16号提案.

## 领导团队
加州居民平等权益联盟由沃德·康纳利担任总裁. 由盖尔·赫瑞特 与曼尼·克劳斯纳担任联席主席. 由汤姆·坎贝尔, Betty Chu, Wai Wah Chin 担任名誉联席主席. 以上人士同时担任董事会成员为联盟设定政策. 联盟设有执行委员会来管理日常运作. 执行委员会由沃德·康纳利和6位联盟成员组织的领导人和其他会员组成.

## 联盟
联盟绝大多数的运作由当地各个联盟成员组织分工完成.加州每一个县至少有一个联盟成员组织. 这些成员组织负责在当地募款, 推广, 以及发起运动. 最大的联盟成员包括硅谷华人协会基金会, TOC基金会, 圣地亚哥亚裔美国人促进平等协会.

## 联盟组织的运动
联盟成立不久,联盟成员组织了以下运动:
- 2020年7月3日,联盟成员组织硅谷华人协会基金会和义工们在湾区卡布奇诺市政厅（Cupertino City Hall）外围组织了大规模车队游行. 旨在反对16号提案.[2]